# فرنك فيراري
فرنك فيراري (بالفرنسية: Franck Ferrari)‏ هو مغني فرنسي، ولد في 12 يناير 1963 في نيس في فرنسا، وتوفي بنفس المكان في 18 يونيو 2015 بسبب سرطان البنكرياس.